# ROKS Cheonan (PCC-772)
La ROKS Cheonan (PCC-772) fue una corbeta de la clase Pohang en servicio en la Armada de la República de Corea desde su alta en 1989 hasta su hundimiento en marzo de 2010. Su tripulación estaba compuesta por 104 hombres entre oficiales y marinería.

## Características
La clase Pohang está integrada por 24 unidades botadas entre 1984 y 1993. Existe dos series diferentes dentro de la clase, una orientada a combate de superficie (unidades 756-759) y otra a la antisubmarina (761-785). La Cheonan formaba parte de la segunda serie, la más numerosa (20 unidades). Esta, entre otras diferencias, está desprovista de misiles superficie-superficie, pero a cambio cuenta con un sonar, torpedos, cargas de profundidad y más piezas de artillería.
En el apartado de electrónica, la Cheonan disponía de un radar de superficie Samsung/Marconi ST-1810, control de tiro Samsung/Marconi ST-1802, sistema de combate Samsung/Ferranti WSA 423, sistema optrónico Samsung/Radamec 2400 y un sonar de casco Signaal PHS-32. No contaba con sistema ECM ni señuelos.

## Historia
La corbeta Cheonan fue botada en enero de 1989. El cometido principal del buque era la patrulla costera, con especial énfasis en las misiones antisubmarinas. En junio de 1999 participó en las operaciones navales de la Primera Batalla de Yeonpyeong que enfrentó a buques de ambas Coreas por el control de las aguas territoriales del Mar Amarillo.

## Hundimiento
El 26 de marzo de 2010, a las 9:45 p.m., la corbeta Cheonan comenzó a hundirse en 37°54′N 124°43′E / 37.900, 124.717. La unidad de 1.200 t. de desplazamiento se hundió definitivamente a las 21:30 hora local (12:30 UTC) del 27 de marzo frente a la costa de la Isla Baengnyeong en aguas del Mar Amarillo. La isla, dentro de las aguas territoriales de Corea del Sur, está ubicada en cerca de la fuertemente militarizada Northern Limit Line que separa Corea del Sur de Corea del Norte. De los 104 tripulantes, 58 fueron rescatados, desconociendo el paradero de los 46 restantes, que finalmente se dieron por fallecidos. En las labores de rescate participaron seis buques de la Armada y dos del servicio de guardacostas, así como aeronaves de la Fuerza Aérea. El 27 de marzo se informó de que eran pocas las esperanzas de encontrar a la tripulación desaparecida. El tiempo de supervivencia en el agua se estimó en dos horas. El buque se hundió a una profundidad de entre 15-20 metros, con una pequeña parte del casco asomando fuera del agua. Los trabajos por reflotar la Cheonan llevaron varias semanas.
Inicialmente se informó de una explosión de origen desconocido en la parte de popa. La posibilidad de que el buque hubiese sido atacado por unidades norcoreanas fue descartada horas después del incidente por fuentes militares surcoreanas, aunque inicialmente se especuló con la posibilidad de que el hundimiento fuera consecuencia de una mina o un torpedo norcoreano. Además, reforzando las primeras hipótesis, se informó en un primer momento que buques de guerra surcoreanos abrieron fuego contra unidades sin identificar provenientes de las aguas norcoreanas. Sin embargo este hecho fue desmentido por Corea del Sur afirmando que el objetivo de los disparos fue una bandada de aves erróneamente identificada por el radar.

### Reacciones iniciales
Tras el hundimiento, el presidente surcoreano Lee Myung-bak convocó una reunión de emergencia con el Estado Mayor. Se ordenó que las fuerzas militares se concentraran en las labores de rescate de posibles supervivientes. En Seúl la policía fue puesta en alerta. Un portavoz de las Fuerzas Armadas afirmó que no había pruebas que involucraran a Corea del Norte en el hundimiento de la corbeta Cheonan. Un grupo de personas cercanas a los marineros desaparecidos protestó a las puertas de la base naval de Pyeongtaek por la a su juicio escasa información que les estaban proporcionando.

### Acusación a Corea del Norte
Aunque la teoría de que el hundimiento del patrullero Cheonan hubiese sido fruto de un ataque norcoreano se descartó en la semanas iniciales, las investigaciones posteriores tras reflotar el barco hicieron cambiar la posición oficial de Corea del Sur. En mayo del mismo año el gobierno surcoreano elaboró un informe sobre el incidente asesorados por especialistas de diversas nacionalidades. En él se llegó a la conclusión de que el causante del hundimiento fue un torpedo norcoreano.

### Declaración del presidente Lee Myung Bak
Durante su declaración en el 24 de mayo, el presidente de Corea del Sur, Lee Myung Bak anunció: debido a "la provocación militar de Corea del Norte", éste va a pagar al respecto, y para considerarlo responsable prohibiremos a los buques norcoreanos utilizar nuestros territorios y vías marítimas, además de suspender relaciones comerciales.
En el caso de que invadan nuestro territorio terrestre, aéreo y marítimo, se invocará la autodefensa automáticamente, al Consejo de Seguridad de Naciones Unidas y con la sociedad internacional solicitaremos la responsabilidad a Corea del Norte. Además, se intensificará la defensa de la fuerza militar y la fuerza unida de Corea-Estados Unidos

## Tendencia de otros países y organizaciones
- Japón
  - Respalda la contramedida determinada y serena e investiga las sanciones adicionales contra Corea del Norte (5.24, Primer ministro)
  - Prohíbe todas las entradas de cualquier buques relacionados con Corea del Norte, regula el precio de remesa a Corea del norte y reduce el límite de efectivos posesos durante la visita a Corea del Norte, etc.
- Canadá
  - Respalda firmemente la contramedida ante Corea del Norte y organiza las sanciones adicionales contra Coreal del Norte (5.24, Primer ministro)
  - Suspende relaciones diplomáticos con Corea del Norte(5.26, Ministro de asuntos exteriores)
- Argentina
  - Critica el acto provocativo del Corea del Norte(5.21, Declaración del gobierno)
- México
  - Atención en el resultado de la investigación que confirma la responsabilidad del Corea del Norte (5. 21, Ministerio de relaciones exteriores)
- Kurdo
  - El comportamiento del Corea del Norte debe ser criticado(5.21, Presidente)
- Uruguay
  - Respalda la decisión del Corea del Sur(5.21, Ministerio de relaciones exteriores)
- Turquía
  - Como alianza de sangre, tradicionalmente, respaldaremos positivamente la reacción del Corea del Sur(5.24 ministro de relaciones exteriores)
- Holanda
  - Sumisión al Consejo de Seguridad de ONU es apropiado(5.21, portavoz del ministerio de relaciones exteriores)
- Kenia
  - Censura el asalto norcoreano, insiste una solución pacífica.(5.21, Declaración del ministerio de relaciones exteriores)
- Israel
  - Insiste la suspensión de la violación de la paz del Corea del Norte(5. 24, portavoz del ministerio de relaciones exteriores)

Guatemala: Respalda la medida del gobierno surcoreano.(5.22, Declaración del gobierno)
Perú: Expresa condolencia a Corea del Sur, insiste una solución a través de la sociedad internacional y la asistencia mutua para la estabilización de la península de Corea y reitera el respecto a la posición de la cédula de ONU.(5.24, Declaración del gobierno)
Bolivia : Expresa su solidaridad a Corea del Sur(5.21, Expedida carta de apoyo)
Grecia: Censura el comportamiento de Corea del Norte.(5.25, Declaración del ministerio de relaciones exteriores)
Brasil: Expresa su solidaridad al gobierno surcoreano(5.25, Declaración del gobierno)
Portugal: Expresa su solidaridad a Corea del Sur y critica al comportamiento provocativo de Corea del Norte(5.25, Declaración del gobierno)
Chile: Censura el asalto norcoreano(5.25, Declaración del ministerio de relaciones exteriores)
Dinamarca: Censura el acto cobarde de Corea del Norte, insiste obediencia a la obligación internacional(5.25, Ministro de asuntos exteriores)
ONU: Consejo de Seguridad de ONU realizará medidas apropiadas(5.25, Secretario general)
OEA: El acto norcoreano es imperdonable(5.26, Secretario general)

### Expresión de posiciones de respaldo por personajes relacionados con militar
Suecia: Expresa su confidencia total, de la posición militar, al resultado de la investigación conjunta de Corea del sur(5.25, Director de la inteligencia militar)
Turquía:  Los generales principales expresan sus respaldos a Corea del Sur.(5.24)
Jordania: Los generales principales condenan el acto norcoreano y respaldan el ejercicio de la legítima defensa.(5.24)
	* 20 países, incluyendo Jordania, Bélgica, Malasia, Omán, Emiratos Árabes Unidos, expresan sus posiciones de respaldo a Corea del Sur.(5.24)

### Informes adicionales de medios de prensa locales
- Reunión 2+2 de Corea y EE.UU. manifestaron una declaración conjunta que menciona sobre la promoción de sanciones adicionales contra Corea de Norte, como la congelación de activos con una advertencia de "Va estar un fuerte castigo si hay otra provocación hecho por Corea del Norte" (21 de Jul, informes de todo los medios locales)

- Funcionarios de inteligencia de EE.UU. presentaron un análisis de que el torpedo cual atacó y causó el hundimiento del barco Cheonan fue fabricado, hace 2 años, en una planta llamada "18 de Enero" (22 de Jul, informes de medios locales )

- "Puede haber entrado Corea del Norte en una nueva y peligrosa era que imponga un ataque directo a Sur para conseguir el objetivo", mencionó, el administrador nominado de la Inteligencia nacional de EE. UU. (21 de Jul, informes de todo los medios locales)

## Buque museo
El ROKS Cheonan es ahora un barco museo en la Base Naval de Pyeongtaek. Está estacionado cerca de la lancha patrullera ROKS PKM 357 que fue hundida en la Segunda Batalla de Yeonpyeong.

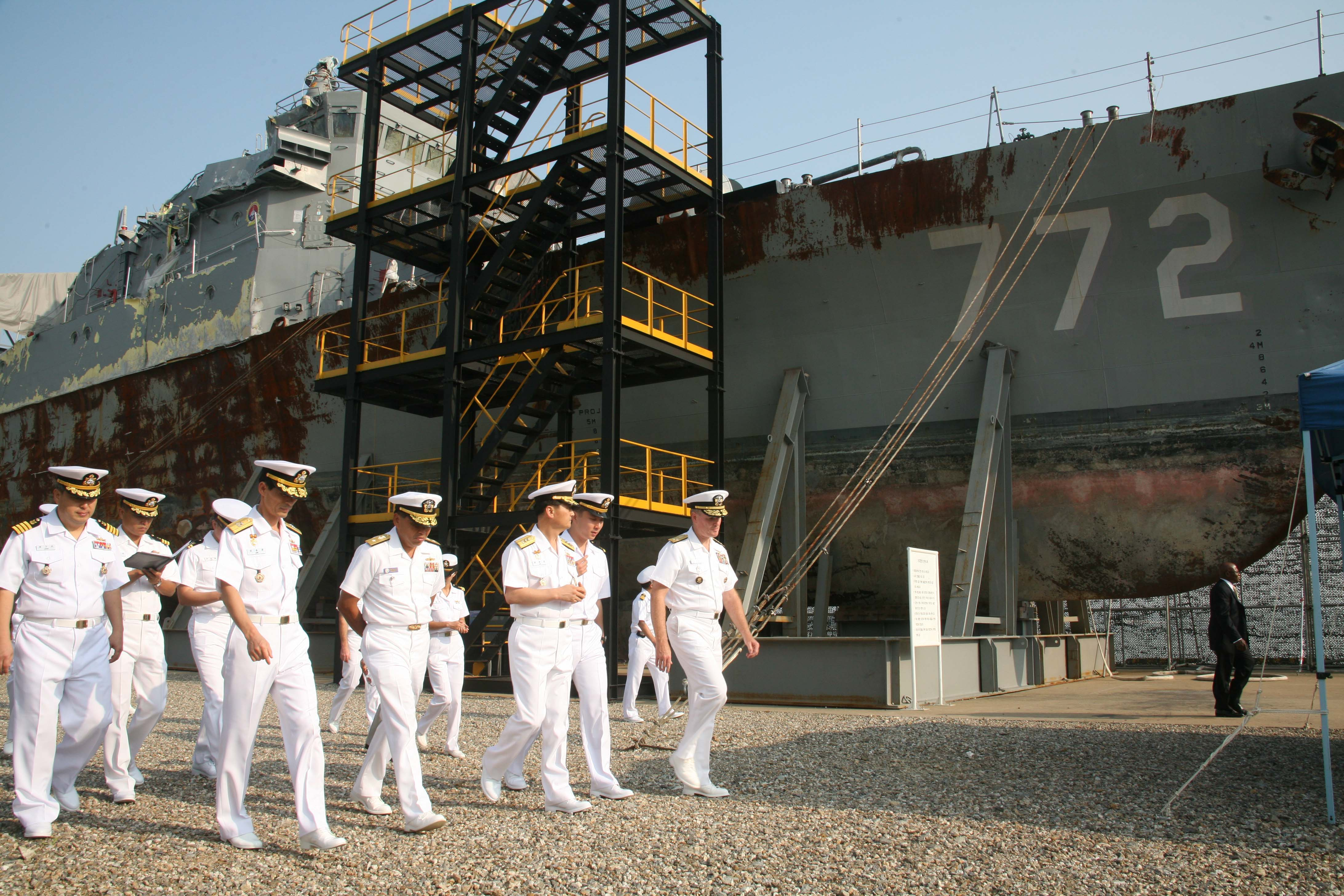
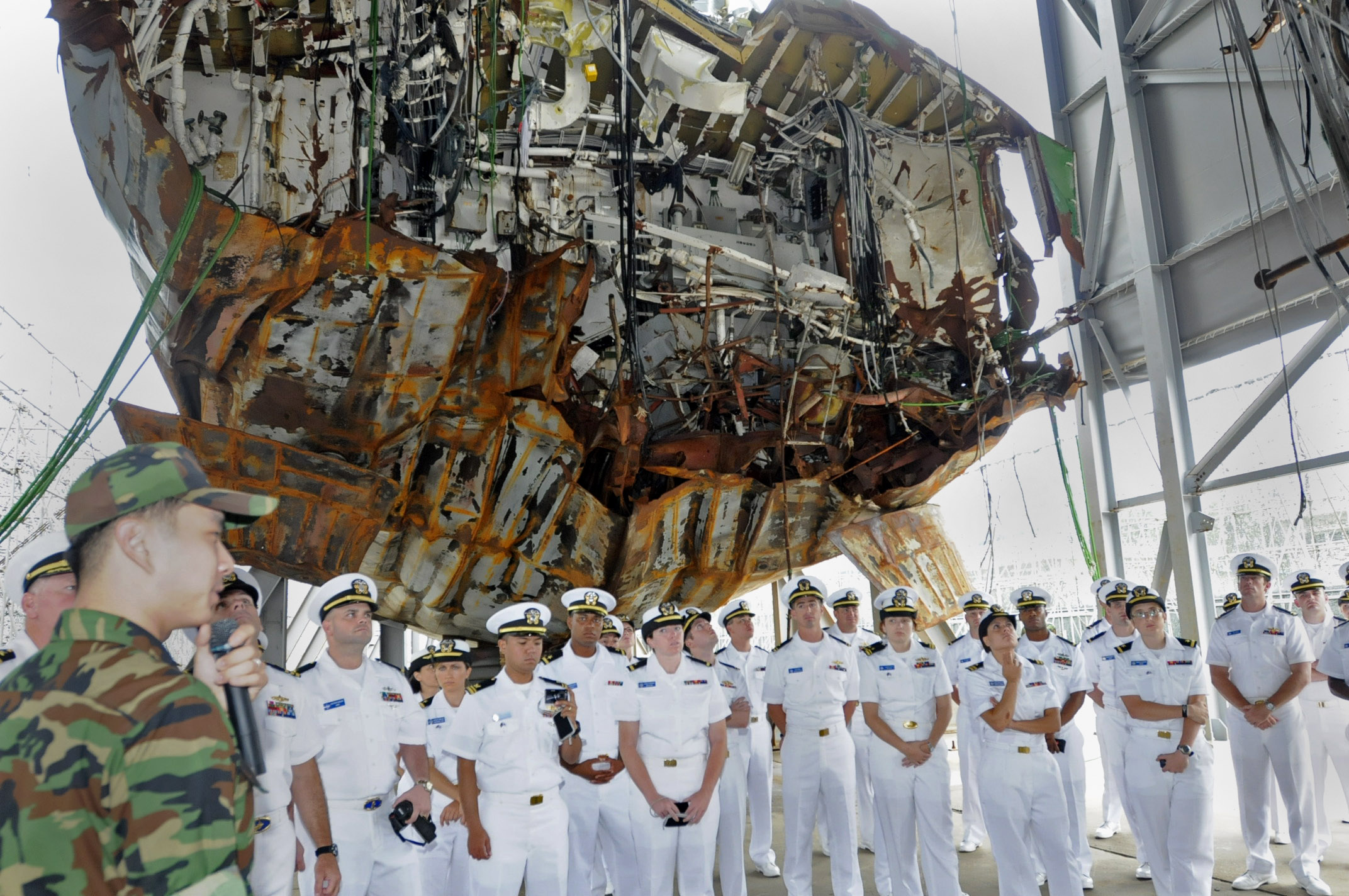
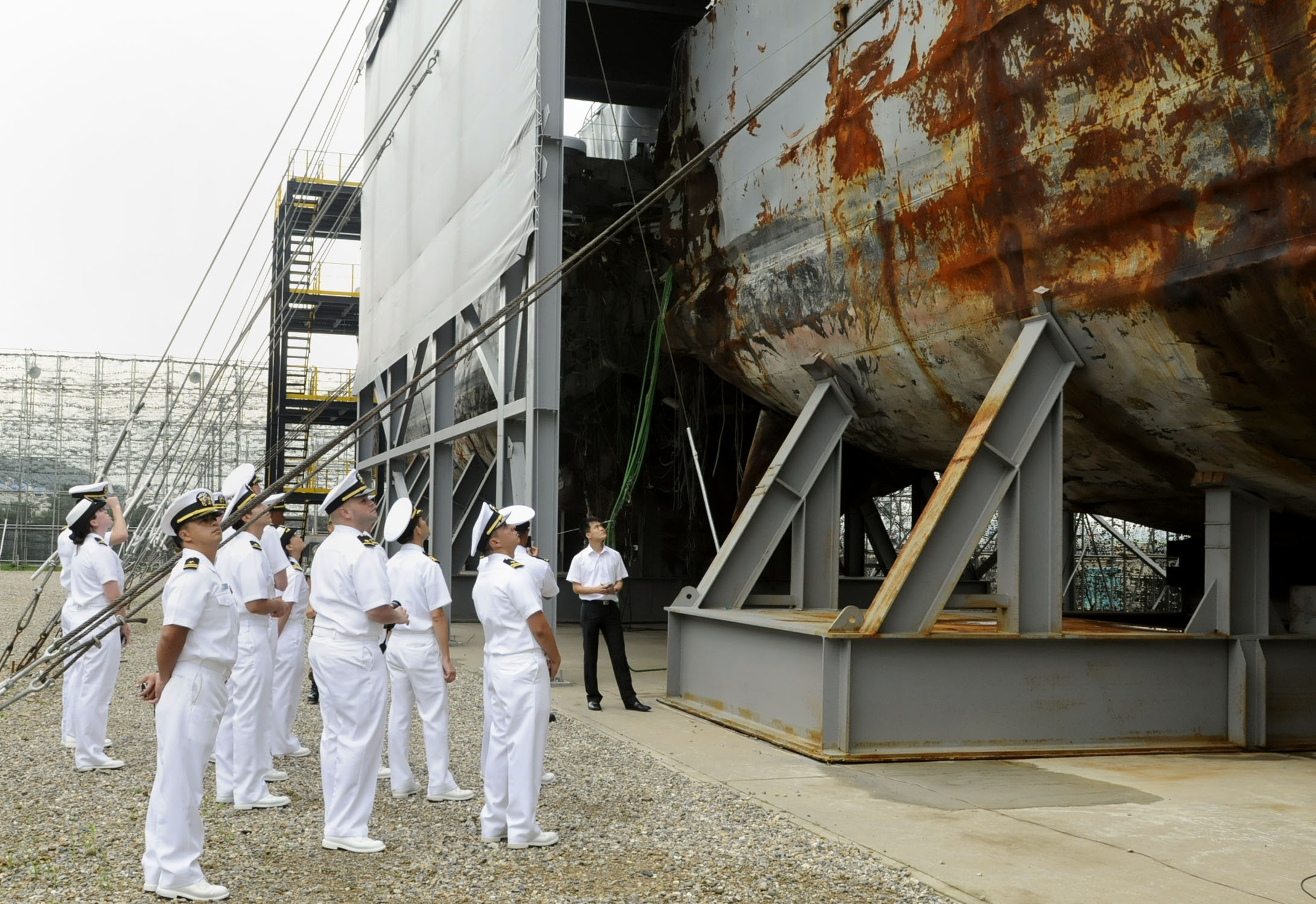
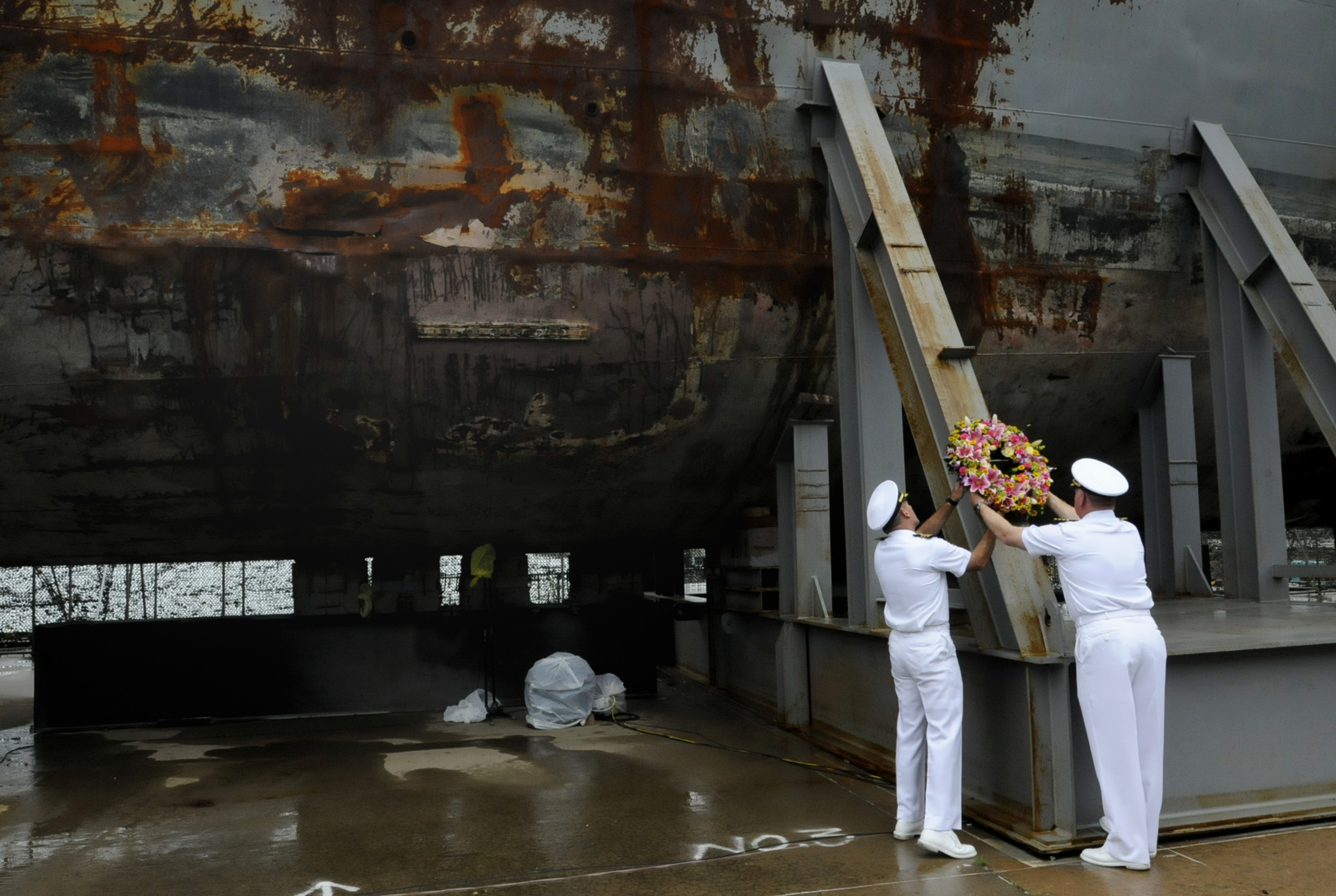
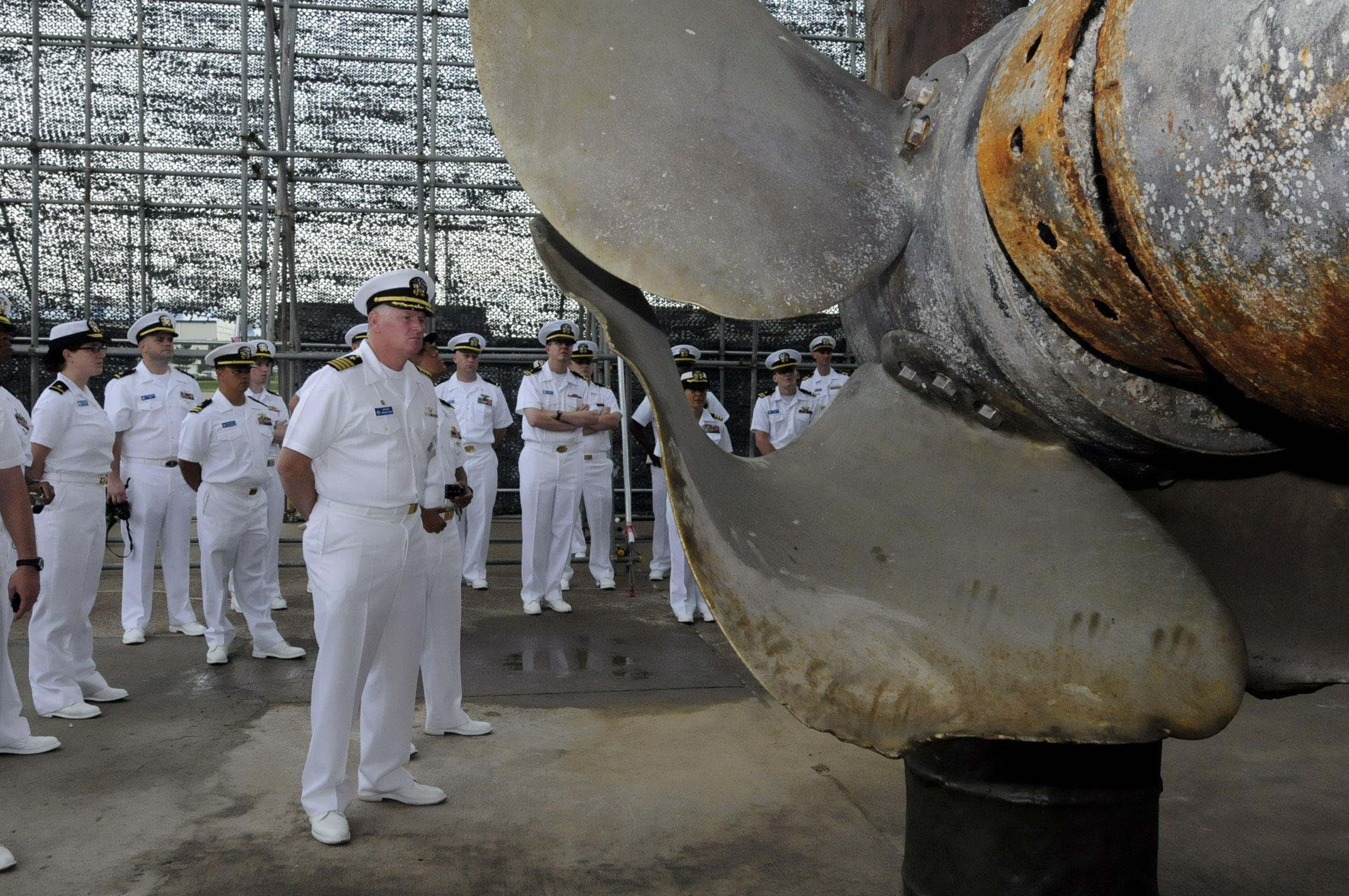
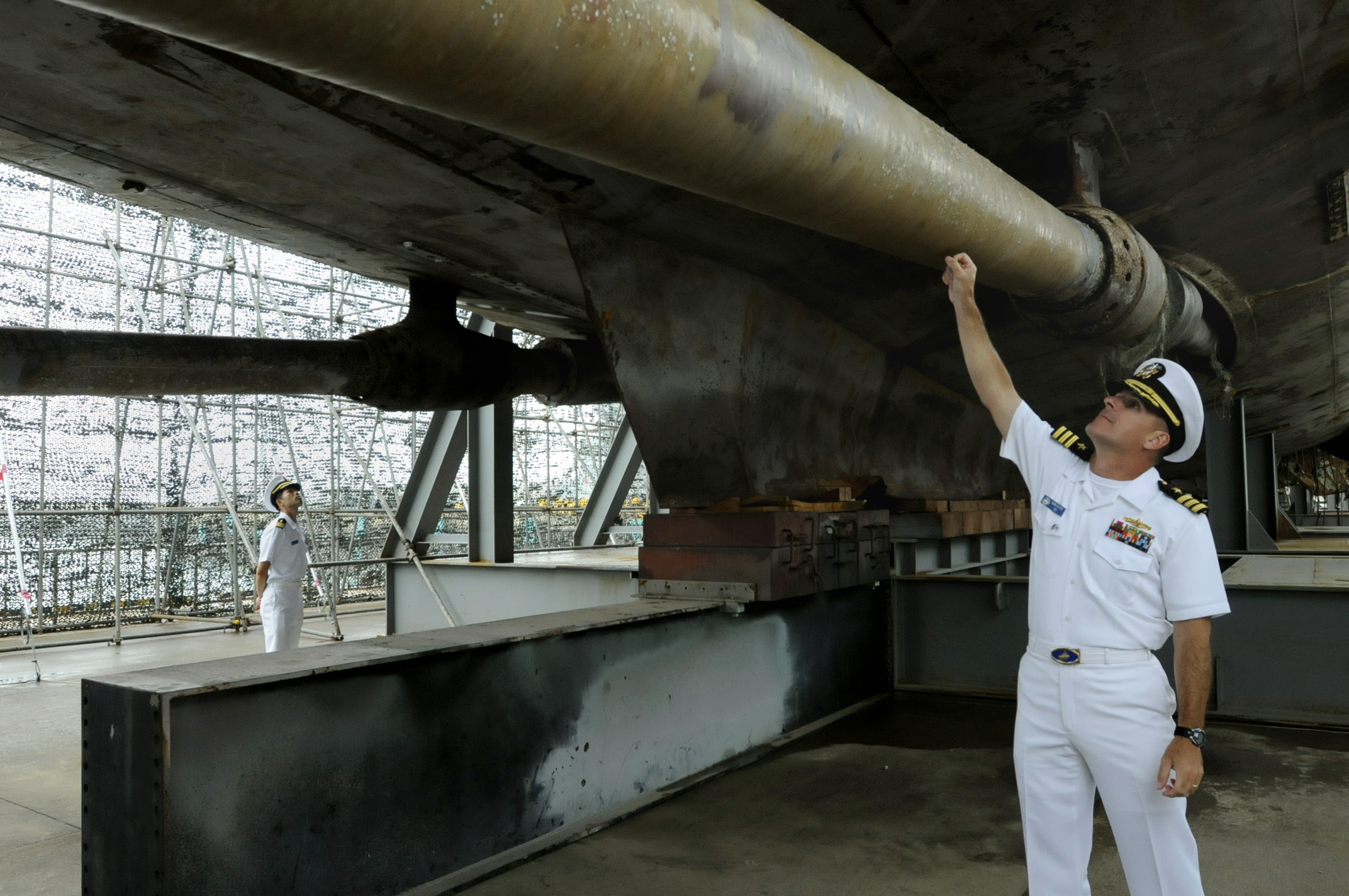
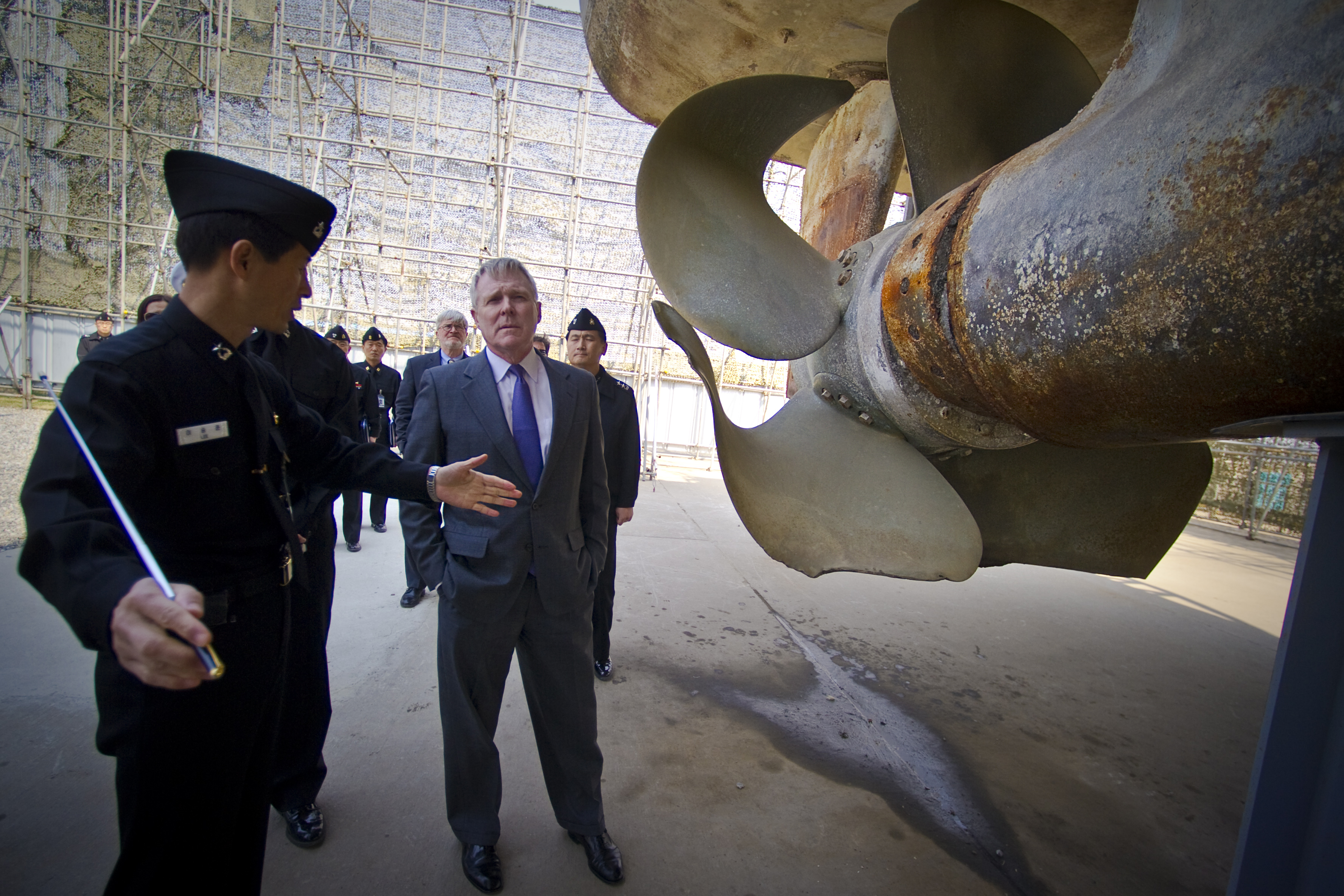
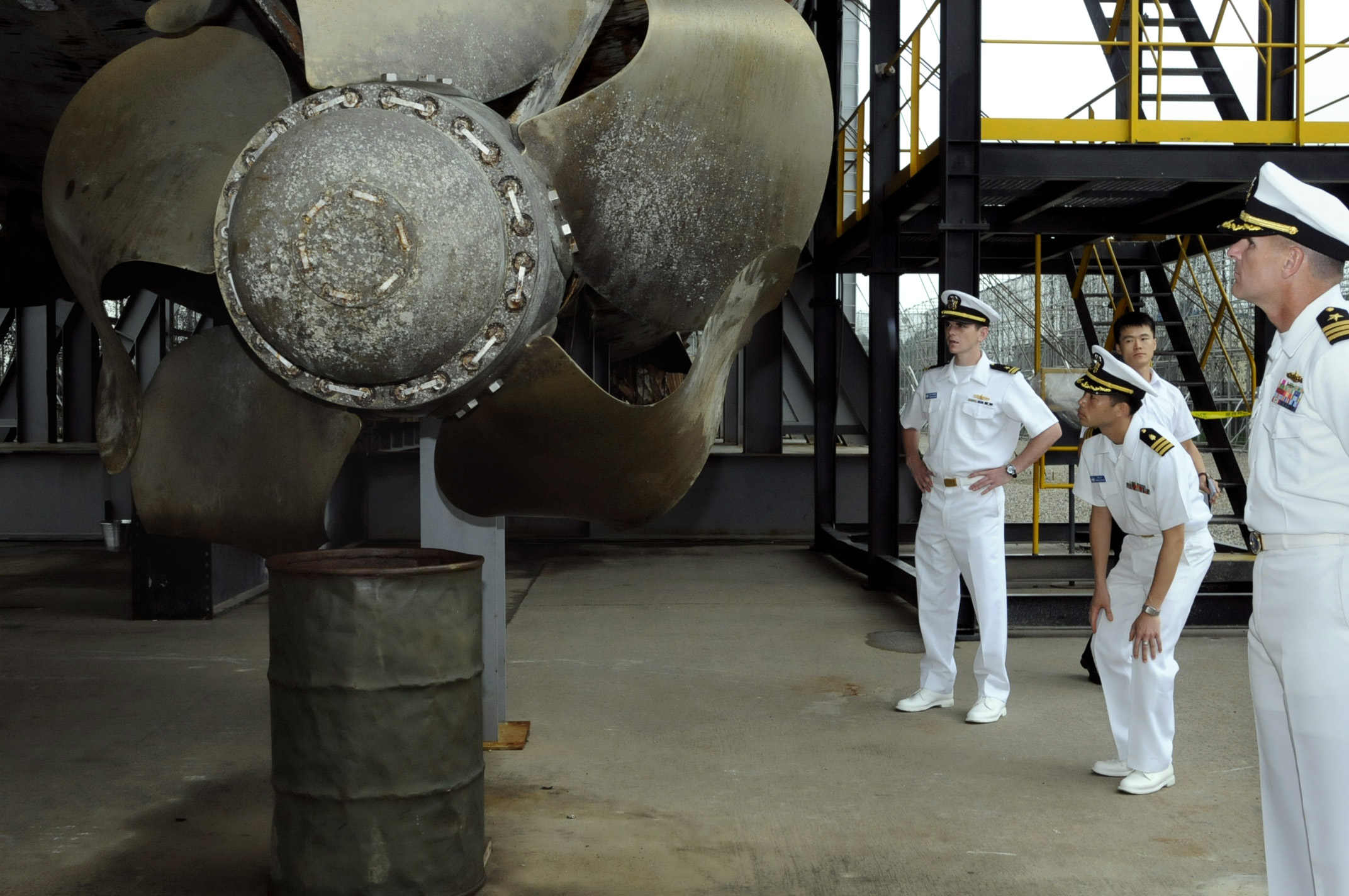
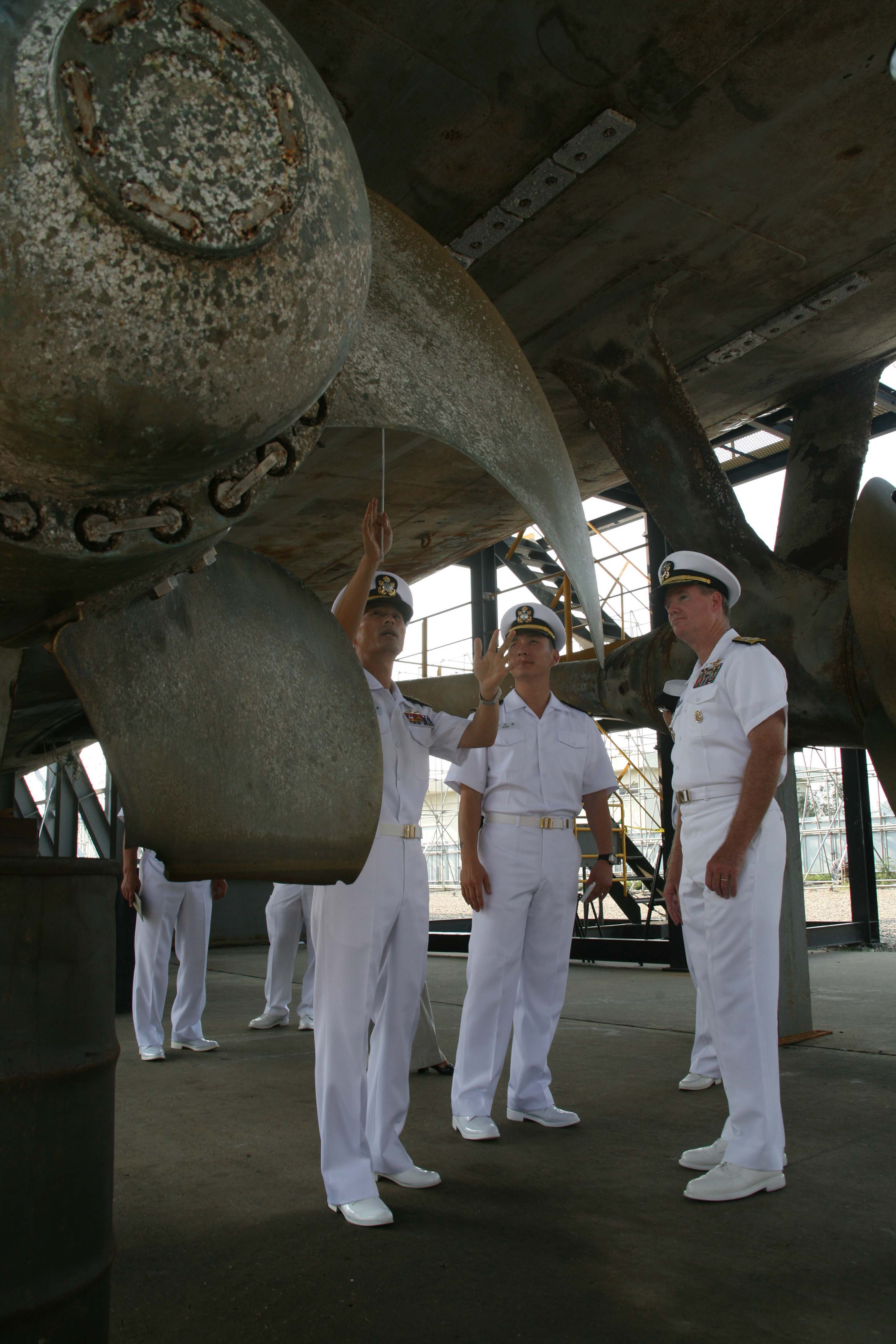
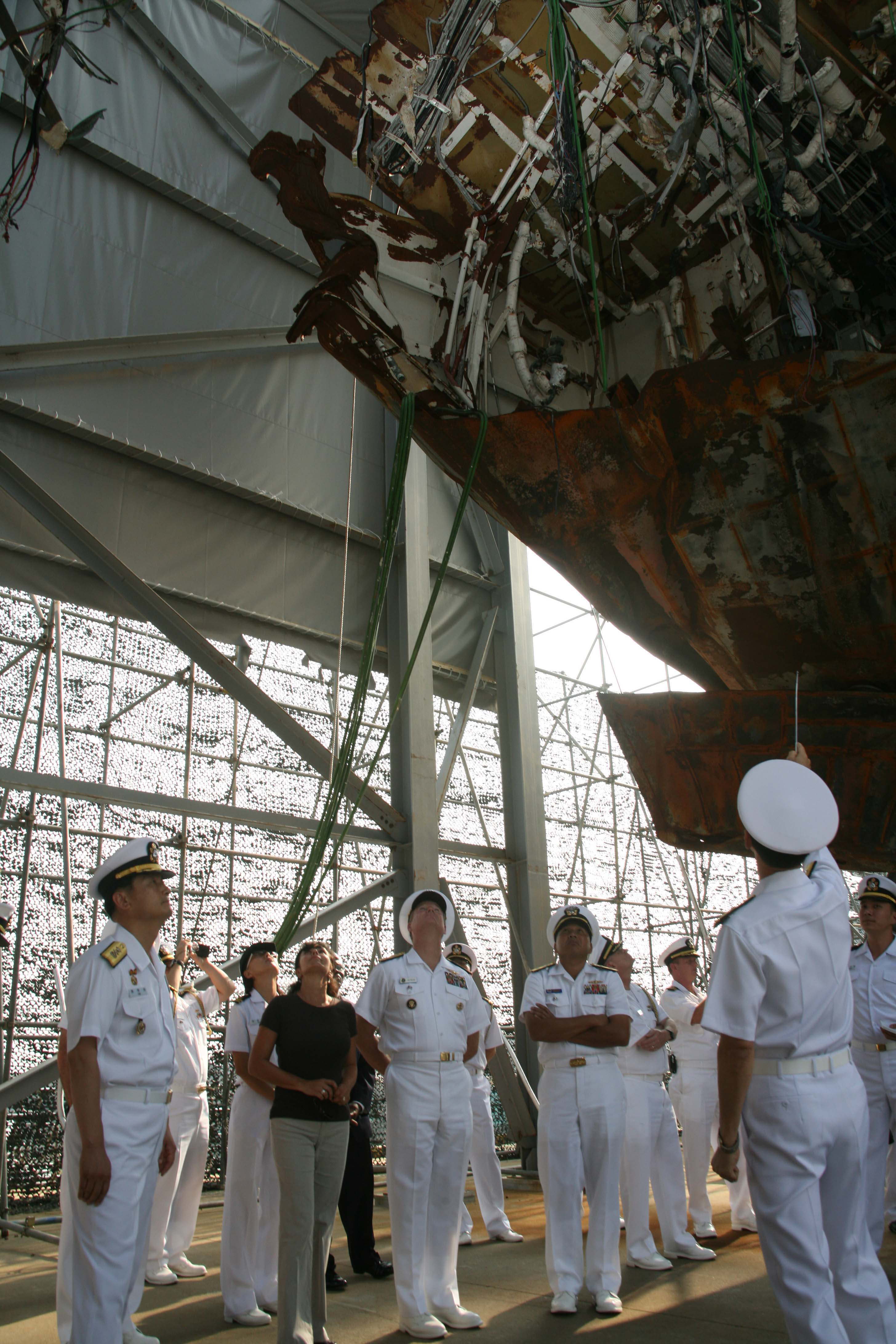
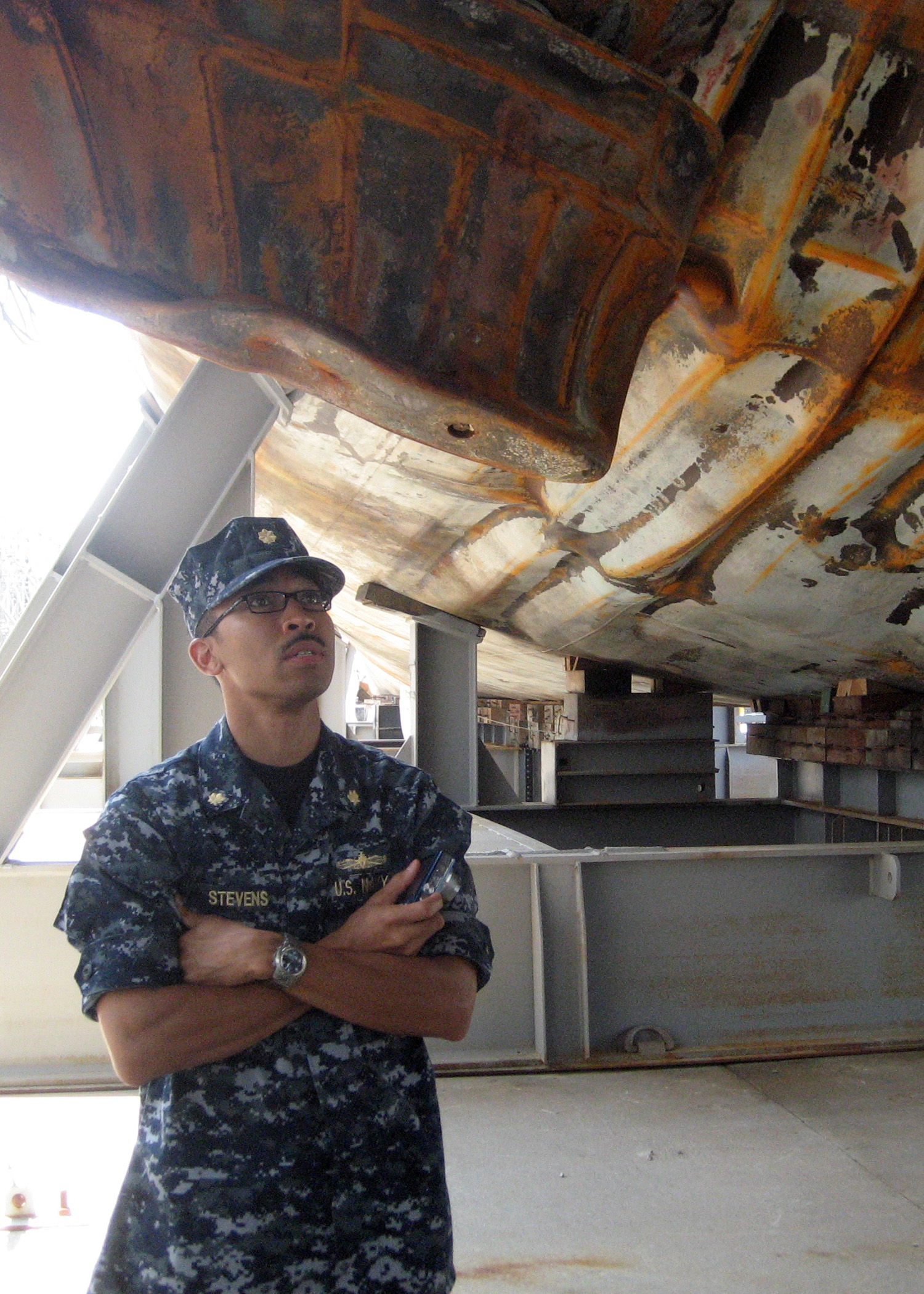
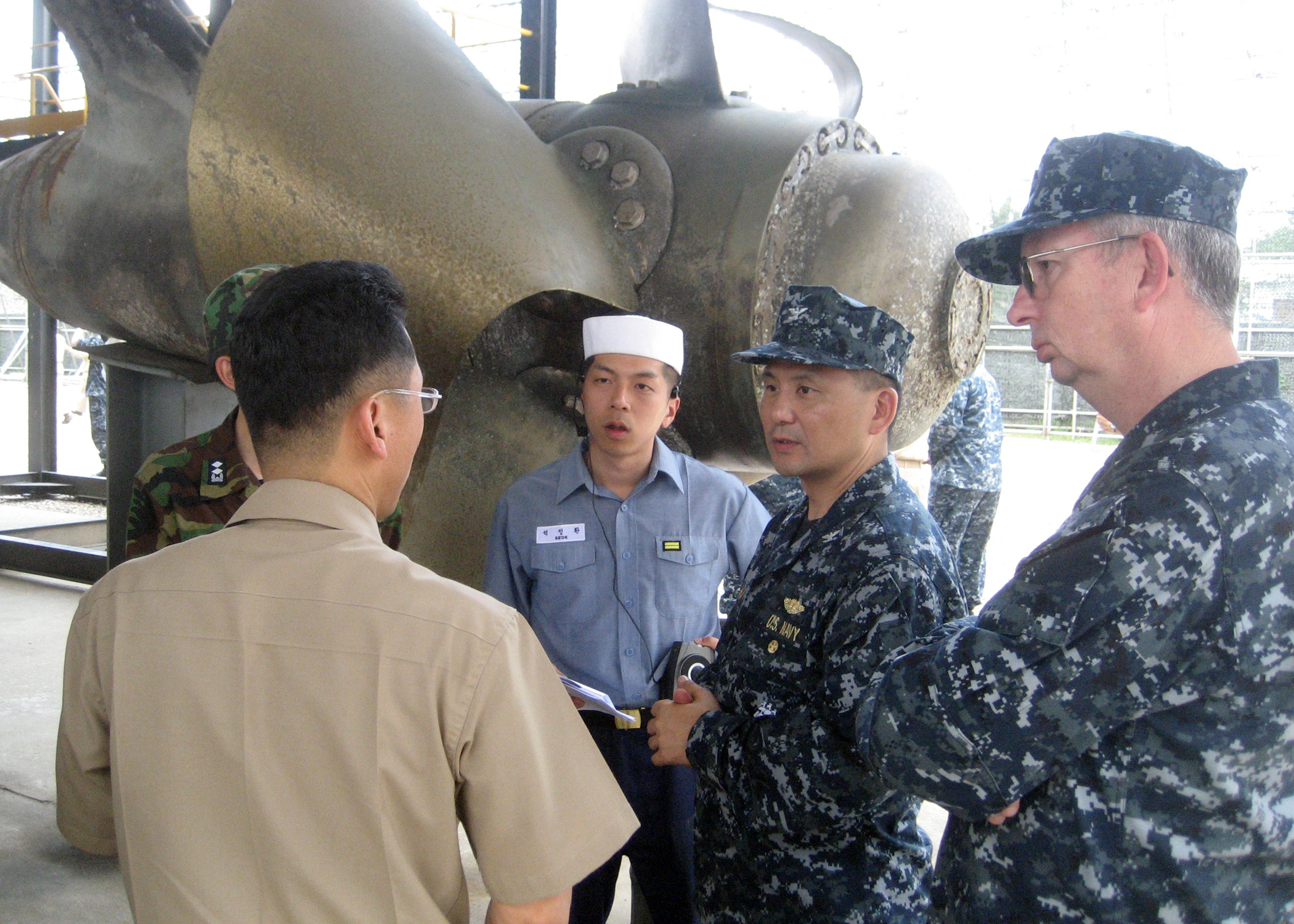